# Мартоне
Ма̀ртоне (на италиански: Martone, на местен диалект Màrtuni, Мартуни) е село и община в Южна Италия, провинция Реджо Калабрия, регион Калабрия. Разположено е на 290 m надморска височина. Населението на общината е 540 души (към 2012 г.).